# Исикава, Рика
Рика Исикава (яп. 石川 梨華 Ishikawa Rika, род. 19 января 1985) — японская певица, актриса. Наиболее известна как бывшая участница девичьей идол-группы Morning Musume.

## Биография
Родилась 19 января 1985 года в японской префектуре Канагава, в городе Йокосука.
Вошла в состав группы Morning Musume в 2000 году как участница 4 поколения (одновременно с Хитоми Ёсидзавой, Нодзоми Цудзи и Ай Каго). Дебютировали они все четверо в 9-м сингле группы, «Happy Summer Wedding».
В 2001 году, продолжая работу в Morning Musume, стала записываться с группой Country Musume и была введена в состав морнингмусумовской подгруппы Tanpopo (как участница 2 поколения).
В сентябре 2004 года выпустила дебютный сингл в составе трио v-u-den.
Выпустилась из Morning Musume 7 мая 2005 года.
В ноябре 2005 года, после 5 синглов, у v-u-den вышел дебютный альбом Suiteroom Number 1.
В середине 2007 года вместе с другими игроками футзальной команды Gatas Brilhantes H.P. Рика Исикава вошла в состав музыкальной группы Ongaku Gatas.
12 октября 2008 года было объявлено, что Рика Исикава вместе с бывшей коллегой по Morning Musume Хитоми Ёсидзавой составят музыкальный дуэт Hangry & Angry. Дуэт был основан при сотрудничестве одноимённого токийского магазина моды, создающего одежду в стиле харадзюку..
19 октября 2008 года было объявлено, что Рика Исикава и другие члены Elder Club выпустятся из Hello! Project 31 марта 2009 года.
В 2010 году Рика Исикава вошла в новую группу Dream Morning Musume, составленную из нескольких бывших участниц Morning Musume. Группа выпустила один сингл.
1 января 2010 года Рика Исикава открыла (начала вести) собственный официальный блог.
В мае 2012 года Хитоми Ёсидзава и Рика Ёсикава стали опять выступать вместе, на этот раз как дуэт под названием ABCHO (Абчо).

## Личная жизнь
13 марта 2017 года вышла замуж за бейсболиста Рёму Ногами.
В ноябре 2017 года стало известно, что пара ждёт первого ребёнка. 25 апреля 2018 года родила мальчика.

## Музыкальные коллективы

### Hello! Project
- Morning Musume (2000—2005)
  - Morning Musume Otomegumi (2003—2004)
- Tanpopo[англ.] (2000—2003)
- Country Musume ni Ishikawa Rika (Morning Musume) (2001—2003)
- ROMANS (2003)
- Ecomoni (2004—)
- v-u-den (2004 — июнь 2008)
- DEF.DIVA (2005—2006)
- Ongaku Gatas (2007—)
- Временные группы
  - 3-nin Matsuri (2001)
  - Sexy 8 (2002)
  - 7Air (2003)
  - H.P. All Stars (2004)

### Вне Hello! Project
- Hangry & Angry (2008—)
- Dream Morning Musume (2011—)
- ABCHO (2012—)

## Дискография
Список релизов группы Morning Musume см. в статье «Дискография Morning Musume».

## Фильмография
- Девочка-полицейский Йо-йо (2006)

и др.

### DVD
| Название | Дата выхода     | Чарты |
| Название | Дата выхода     | JP    |
| --- | --------------- | ----- |
| Rika & Miki Sugao no 17sai ~Making Of «17sai ~Tabidachi no Futari~»~ (яп. 梨華&美貴 素顔の17才 ～メイキングオブ「17才 旅立ちのふたり」～) | 21 октября 2003 | ?     |
| 17sai ~Tabidachi no Futari~ (яп. 17才 旅立ちのふたり)                                                                                     | 21 апреля 2004  | ?     |
| Alo Hello! Rika Ishikawa (яп. アロハロ!石川梨華)                                                                                          | 7 марта 2007    | 20    |
| Rika Ishikawa MOST CRISIS! in Hawaii | 11 февраля 2009 | 24    |
| RIKA (яп. 石川梨華 RIKA) | 6 января 2010   | 170   |